# Dominicas de la Congregación del Santísimo Rosario
La Congregación del Santísimo Rosario de Adrian (oficialmente en inglés: Congregation of the Most Holy Rosary of Adrian) es un instituto religioso católico femenino, de vida apostólica y de derecho pontificio, fundado por la religiosa estadounidense Camilla Madden, en Adrian, en 1923. A las religiosas de este instituto se les conoce como Dominicas de la Congregación del Santísimo Rosario de Adrian o simplemente como dominicas de Adrian. Las mujeres de este instituto posponen a sus nombres las siglas O.P.

## Historia

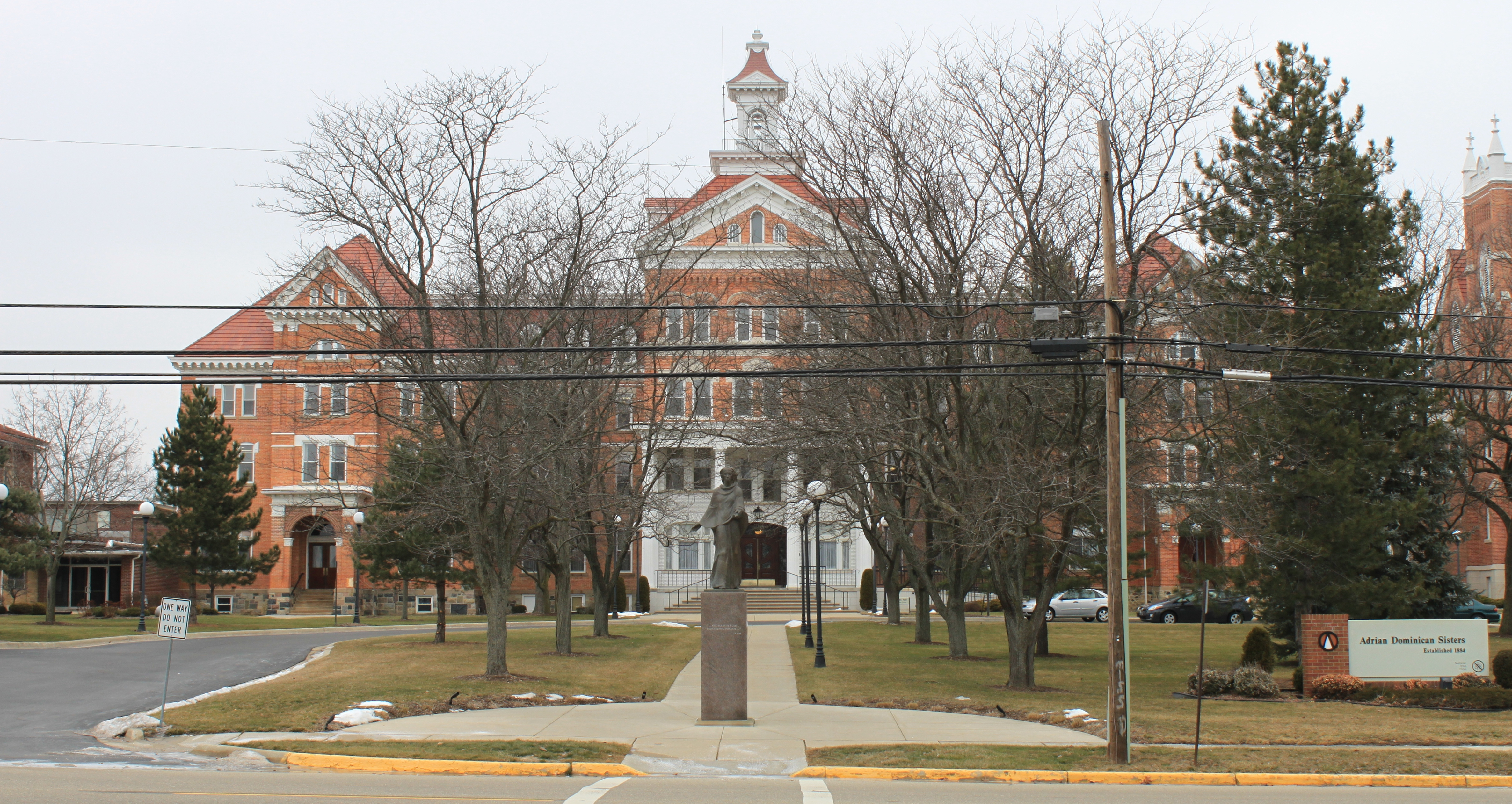
Casa madre de las dominicas de Adrian.

En 1878 una comunidad de terciarias dominicas de la Congregación del Santísimo Rosario de Newburgh se estableció en Adrian (Michigan), donde abrió la escuela St. Mary school y el hogar de ancianos St. Joseph hospital. Bajo la dirección de Camilla Madden, elegida superiora en 1892, las dominicas de Adrian crecieron rápidamente de número y abrieron otras comunidades en localidades cercanas a la casa madre, dando origen a la provincia de San José de la Congregación de Newburgh. Con el tiempo la comunidad de Adrián fue cada vez más autónoma de la casa de Newburgh, de tal manera que el 27 de junio de 1923 se independizó totalmente, formando una nueva congregación, bajo el gobierno de Camilla Madden.
El nuevo instituto fue agregado a la Orden de los Predicadores el 1 de marzo de 1936 y recibió la aprobación pontificia del papa Pío XII, mediante decretum laudis del 24 de julio de 1944.

## Organización
La Congregación del Santísimo Rosario de Adrian es un instituto religioso de derecho pontificio, internacional y centralizado, cuyo gobierno es ejercido por una priora general. La sede central se encuentra en Adrian (Estados Unidos).
Las dominicas de Adrian se dedican a la educación e instrucción cristiana de la juventud y forman parte de la familia dominica. En 2017, el instituto contaba con 690 religiosas y 299 comunidades, presentes en Estados Unidos y Puerto Rico.